# Chemikal Underground
Chemikal Underground is een onafhankelijk platenlabel uit Glasgow te Schotland. Het werd in 1994 opgericht door de band The Delgados. Het werd oorspronkelijk opgericht om de eerste single van deze band (Monica Webster / Brand New Car) uit te geven. In de jaren 1990 hielp het verscheidene Schotse bands om door te breken.
De tweede single die Chemikal Underground uitbracht, The Secret Vampire Soundtrack EP van Bis, oogstte redelijk wat succes en bezorgde het label een plaats in de Top of the Pops. Hierdoor kon het label uitbreiden. De debuutalbums van Mogwai en Arab Strap volgde de single op. Verscheidene andere bands vervoegden zich bij het label, zoals Magoo, Aereogramme, Cha Cha Cohen, Sluts of Trust, Suckle, de Radar Brothers en later Mother and the Addicts en De Rosa, alsook het solowerk van Malcolm Middleton. In 2009 stichtten ze de Fukd ID imprint om CD's met gelimiteerde uitgaven te produceren van bands die niet per se bij hen aangesloten waren. Een voorbeeld was de groep Interpol.

## Artiesten
- Adrian Crowley
- Aereogramme
- Aidan Moffat
- Aloha Hawaii
- Angil & the Hidden Tracks
- Arab Strap
- Backwater
- Bis
- Cha Cha Cohen
- Conquering Animal Sound
- De Rosa
- The Delgados
- Emma Pollock
- The Fruit Tree Foundation
- Holy Mountain
- Loch Lomond
- Magoo
- Malcolm Middleton
- Mogwai
- Mother and the Addicts
- Mount Wilson Repeater
- The Phantom Band
- The Radar Brothers
- Rick Redbeard
- RM Hubbert
- Sister Vanilla
- Sluts of Trust
- Suckle
- The Unwinding Hours
- Yatsura
- Zoey Van Goey